# August Petermann
August Heinrich Petermann (1822. április 18. – 1878. szeptember 25.) német térképész, Bleicherodéban született, közel Nordhausenhez.

## Élete
17 éves korában beiratkozott a Potsdami Földrajztudományi Iskolába, 1845-ben Edinburgh-be ment Dr. Keith Johnston professzorhoz, ahol Berghaus világatlaszának angol változatán dolgoztak. 1847-ben Londonba érkezett, több földrajzi tartalmú útikönyvet publikált. 1854-ben kinevezték a Justus Perthes Földrajzi Intézet vezetőjének Gotha városába, egy évre rá pedig megalapította a később világszerte elismert földrajzi folyóiratot: a Petermanns Geographische Mitteilungen lapot, mely 2004-ben szűnt meg. Ő szerkesztette az Adolf Stieler által készített híres Stieler Handatlas-nak a 4., 5. és 6. kiadását.
1865. július 23-24-én ő és Otto Volger tartották meg Németországban az első "földrajzi napokat", geográfusok, meteorológusok, geofizikusok, geológusok és világjárók-felfedezők első közös konferenciáját. 72 földrajzzal foglalkozó szakember jelent meg a rendezvényen, főként német nyelvterületről érkező tudósok (többek között Dr. Georg von Neumayer, Prof. Ferdinand von Hochstetter, Friedrich Harkort és Karl Weyprecht). A konferencia fő témája egy német északi-sarki expedíció előkészítése és támogatása volt.
Munkáiban és megjelent tanulmányaiban főként a még ismeretlen északi-sarki régióval illetve Közép-Afrikával foglalkozott. Viktória angol királynő Robert Bunsen javaslatára királyi geofizikusnak nevezte ki. 1878. szeptember 25-én halt meg, önkezével vetett véget életének.

## Nyílt poláris-tenger elmélet
Petermann meg volt győződve róla, hogy az Északi-sark egy részén nyílt tengervíz található, hipotézise szerint a Golf-áramlat és a Japán partjainál lévő Kuro Shio-tengeráramlat kapcsolatban vannak egymással: a meleg Golf-áramlat áthatol a fagyott északi sarki jégtakarón és a Bering-szorosnál már hideg tengeráramlatként éri el Japánt. Az elmélet szerint az áramlat következtében nyílt, nem fagyott poláris tenger terül el az Északi-sark körül, és lehetséges, hogy ismeretlen civilizáció, emberek laknak a még fel nem fedezett vidéken. Ez az elmélet is közrejátszott abban, hogy 1872-ben egy osztrák-magyar expedíciót szerveztek az északi sarkkörön túlra, a felfedezőúton a feltételezett nyílt poláris tengeren akarták elérni a Bering-szorost. Az út cáfolta, hogy bármiféle nyílt tenger lenne az Északi-sarkon.